# 让娜·朱亚
让娜·玛丽·朱斯蒂娜·朱亚（法語：Jeanne Marie Justine Juilla，發音：[ʒan maʁi ʒystin ʒɥija]；1910年8月21日—1996年9月4日）出生於法國新亞奎丹大區洛特-加龍省的洛特河畔新城，是1931年法國小姐，同時也是首位法國籍的歐洲小姐。

## 生平
她在1930年被選為比利牛斯山小姐後取得法國小姐的參賽資格，次年參加法國小姐的比賽從150人當中脫穎而出，兩周後的1931年2月5日，成為首位法國籍的歐洲小姐，成名後參與多部電影演出。

## 電影作品
- 1932年：《Sa meilleure cliente》[2]
- 1933年：《Miss Helyett》
- 1934年：《La Prison De Saint-Clothaire》
- 1934年：《Une femme chipée》
- 1936年：《Samson》

## 相關連結
- IMDb：Jeanne Juillia